# Primer (アルバム)
『Primer』（プライマー）は、カナダ出身でドラマーのシェーン・ガラースがソロ活動としてはじめてリリースしたオリジナルアルバムである。

## 内容
今作でシェーンは、ドラムのみならず、ギター、ベースも演奏し、ボーカルも担当。「HADASHI NO MEGAMI」（B'z「裸足の女神」のカバー）は、シェーンが日本語で歌っている。また、「HADASHI NO MEGAMI」のPVで使用しているギターは松本孝弘氏所有の91年製のレスポールで、ギターソロ時にはバックプレートに貼られたフェラーリのステッカーが確認できる。一曲目の「TIME TO FEED」は稲葉浩志がブルースハープで参加している。
なおJunk Man Recordsからリリースされた海外盤では収録曲が異なっている。

## 収録楽曲
1. TIME TO FEED
2. CAROL
3. ODE TO GERTRUDE(INSTRUMENTAL)
4. HADASHI NO MEGAMI
5. PARTY DUDE
6. THE LOST WEEKEND
7. NEW BEGINNING
8. L.A.C.A.

## 参加ミュージシャン
- Shane Gaalaas：All Vocals & Instruments, Produce, Engineering
- 稲葉浩志：ブルースハープ（#1）
- Diane Gilbert：Viola (#3)
- Kayo Yoshida：Additional Backup Vocals (#4)